# (400053) 2006 SV53
(400053) 2006 SV53 es un asteroide perteneciente al cinturón de asteroides, descubierto el 16 de septiembre de 2006 por el equipo del Catalina Sky Survey desde el Catalina Sky Survey, Arizona, Estados Unidos.

## Designación y nombre
Designado provisionalmente como 2006 SV53.

## Características orbitales
2006 SV53 está situado a una distancia media del Sol de 2,579 ua, pudiendo alejarse hasta 3,027 ua y acercarse hasta 2,131 ua. Su excentricidad es 0,173 y la inclinación orbital 14,06 grados. Emplea 1513,16 días en completar una órbita alrededor del Sol.

## Características físicas
La magnitud absoluta de 2006 SV53 es 16,6.